# Indianapolis Indians
Los Indianapolis Indians es un equipo de béisbol de las Ligas Menores de Béisbol con sede en Indianápolis. El equipo, que juega en la Liga Internacional, es la filial de Triple A de los Pittsburgh Pirates principales-club de la liga. Los Indians juegan en el Victory Field, ubicado en el centro de Indianápolis. Rowdie es la mascota de los Indians.
Fundados en 1902, los Indianapolis Indians es el segundo equipo más antiguo de liga menor en los deportes profesionales, sólo detrás de los Rochester Red Wings.

## Historia
El béisbol profesional se desempeñó en Indianápolis en 1877. Después de 15 años de diversas franquicias que compiten en ligas diferentes (entre ellos cuatro años en la Liga Nacional y un año en la Liga Americana), la actual franquicia de los Indianapolis Indians fue fundada como un miembro original de la Asociación Americana en 1902. Ese año el equipo ganó 95 juegos, y la primera de 21 banderines.
El ballclub desempeñó sus primeras temporadas en varios ballparks, incluidos dos en Washington Street, antes de norma Perry, quien asumió la titularidad del equipo en 1929, construyó un nuevo estadio sobre la calle 16 en 1931. Él lo llamó Perry Stadium en honor de su hermano James quien había fallecido en un accidente de avión. Que ballpark, que cambió a Victory Field en 1942 y el Bush Stadium de 1967, sigue siendo la casa de la tribu, hasta julio de 1996.
Diez jugadores de los Indians o managers han gozado de bastante éxito en el nivel de las Grandes Ligas para justificar la inducción en el béisbol del Salón de la Fama. Estos jugadores son: Grover Cleveland Alexander, Luke Appling, Gabby Hartnett, Harmon Killebrew, Nap Lajoie, Al Lopez, Rube Marquard, Joe McCarthy, Bill McKechnie, Ray Schalk. Bob Uecker, fueron reconocidos como Ford C. Frick, ganador del premio de radiodifusión.